# 게로역
게로역(일본어: 下呂駅)은 일본 기후현 게로시에 있는 도카이 여객철도 다카야마 본선의 역이다. 단선 승강장과 섬식 승강장의 형태를 합친 복합 역사이며, 직영역으로서, 야케이시 역 - 히다미야다 역 간을 관리하고 있다.

## 타는 곳
| 1 · 2 · 3 | ■ 다카야마 본선 | 하행 | 다카야마 · 도야마 방면 |
| 1 · 2 · 3 | ■ 다카야마 본선 | 상행 | 미노오타 · 기후 방면   |

## 역 주변
- 기후 현립 게로온센 병원
- 히다 강
- 국도 제41호선
- 라디오 방송 중계국
  - NHK 기후방송국 게로 라디오 중계국 (제1방송 - 주파수 : 1341Khz · 출력 : 100W, 제2방송 - 주파수 : 1602Khz · 출력 : 100W)
  - GBS 기후방송 하기와라 라디오 중계국 (주파수 : 1197Khz · 출력 : 100W)
  - 주부닛폰 방송 게로 라디오 중계국 (주파수 : 1062Khz · 출력 : 100W)
  - 도카이 라디오 방송 게로 라디오 중계국 (주파수 : 1485Khz · 출력 : 100W)

## 인접 정차역
| 도카이 여객철도 다카야마 본선 | 도카이 여객철도 다카야마 본선 | 도카이 여객철도 다카야마 본선       |
| ----------------------------- | ----------------------------- | ----------------------------------- |
| 야케이시 기후 방면            | ■ 보통                        | 히다하기와라 다카야마·이노타니 방면 |
| 야케이시 기후 방면            | ■ 보통                        | 젠쇼지 다카야마 · 이노타니 방면     |